# Queso Oaxaca
El queso Oaxaca, quesillo o queso de hebra es un queso, fresco y suave, originario de los Valles Centrales del estado de Oaxaca. Se presenta en hebras que se enrollan en forma de bola.
Debido a sus cualidades es utilizado con frecuencia como base para el queso fundido, aperitivo muy popular en restaurantes mexicanos, consistente en queso fundido y chorizo rojo. También es usado en la elaboración de las quesadillas. En el valle de Oaxaca se usa como complemento para las tlayudas. Es un queso de pasta hilada, que se puede hacer hebras, es muy parecido al queso asadero que se elabora en la región de Villa Ahumada en el estado de Chihuahua; ambos se elaboran con una mezcla de leche fresca y leche ácida y comparten como particularidad el proceso de fundido que permite estirar la masa y así formar tiras que se enrollan en una bola para el queso Oaxaca o tortillas, finamente aplanadas para el queso asadero. Se elabora con leche de vaca. Si se elabora con leche entera, permite obtener un queso de sabor más apreciado, mientras que con leche descremada se obtiene un queso de sabor notable únicamente para los paladares conocedores.
Se acostumbra vender en cantidades pesadas desde unos cuantos gramos hasta varios kilos.
Principalmente este producto es utilizado en la gastronomía de Oaxaca como en las quesadillas, que son elaboradas en comal de barro y van acompañadas de tortillas de maíz hechas a mano, flor de calabaza, epazote, rajas de chile verde, entre otros complementos. Además de las quesadillas, también es utilizado para la preparación de las tlayudas, que es el platillo más emblemático del estado de Oaxaca.
Es conocido a nivel nacional e internacional.

## Origen
Cuentan los pobladores que en el año 1885, la niña Leobarda Castellanos García, de tan solo 14 años de edad estaba encargada de cuidar la leche cuajada para hacer el queso. En un descuido a la pequeña se le olvidó atender su encargo, dándose cuenta de que la «cuajada» ya se había pasado del punto para elaborar el queso y para que sus padres no la descubrieran, vació agua caliente sobre dicha masa, dando esto como resultado una fundición y obteniéndose una mezcla chiclosa a la cual llamó «quesillo».
Lejos de recibir un regaño, la familia de la niña se deleitó con su sabor, obteniendo popularidad entre los habitantes locales y tiempo después sirvió para dar a conocer a Reyes Etla como «La cuna del quesillo», población muy cercana a la capital de Oaxaca. Productores oaxaqueños llevaron este producto a Puebla, en donde obtuvo el nombre de «queso Oaxaca» y generando esta disputa entre ambas entidades federativas.
El nombre «quesillo», fue el dado por la región de donde es originaria, después adoptó el nombre de queso Oaxaca, la única verdadera diferencia recae en dónde se haya producido este producto lácteo o en el lugar donde sea adquirida, pero en esencia es la misma cosa. Hay opiniones sobre las ventajas de usar el apelativo «queso Oaxaca» debido a que esta denominación daría renombre a este estado fuera del país y, al igual que el queso manchego o el queso gouda se asociaría el nombre con un lugar en específico.

## Elaboración
El proceso de producción es complicado e implica en ocasiones estirar el queso en tiras largas y luego enrollarlo para hacer una pelota del hilos de queso. Se pueden hacer rollos más pequeños de distinto peso.
El queso Oaxaca es un derivado lácteo que se obtiene mediante una técnica cuidadosa de elaboración para darle una consistencia elástica, misma que se puede moldear hasta darle una forma redonda y trenzada.
La leche cuajada se fermenta y es sometida a altas temperaturas hasta volverse un queso uniformemente elástico que puede ser estirado a una forma redonda. Esta presentación ha ganado fama nacional así como en muchas ciudades de los Estados Unidos y Europa.
Su elaboración requiere de destreza y conocimiento, puesto que presenta ciertos puntos críticos cuyo control es indispensable, por ejemplo, la acidez adecuada de la leche, la acidificación de la cuajada, la determinación del punto de hebra y el amasado de la pasta con agua caliente (65° a 70° OC) o malaxado, y luego el enfriado de las hebras con agua a 4 °C.